# Na Veia (álbum de Simone)
Na Veia é o trigésimo quarto álbum lançado pela cantora brasileira Simone, pela gravadora Biscoito Fino. O álbum apresenta composições de Adriana Calcanhotto, Erasmo Carlos, Martinho da Vila, Marina, além de composições da própria Simone, em parceria com Herminio Bello de Carvalho. É o primeiro álbum de canções inéditas da cantora em cinco anos; Baiana da Gema, lançado em 2004, foi o último.

## Gravação e produção
A produção do álbum é de Rodolfo Stroeter e da própria Simone, que declarou sempre estar ligada "em tudo o que acontece na feitura do disco, mesmo quando eu não assino, estou produzindo junto". Gravado nos meses de Junho e Julho de 2009, nos estúdio da Biscoito Fino (Rio de Janeiro).

### Música e temática
Simone declarou que sempre falou e cantou sobre o tema amor, mas, "para este trabalho, liguei para todos os compositores que me enviaram canções, ou até mesmo os encontrei, e disse: é um trabalho feliz, para cima, que fala do amor em todas as suas formas, jeitos e maneiras". Em entrevista ao site "Uai", a cantora revelou receber grande influência de Roberto Carlos, que apresenta canções de temática semelhantes aos de Simone. Em "Vale a Pena Tentar", canção que, originalmente, foi intitulada "À Beira dos Lençóis", foi composta por Simone em um quarto de hotel, em 1976, como resposta a uma proposta de Roberto Carlos. Calcanhotto compôs "Certa Noites" e "Definição da Moça", esse último inspirado em um poema de Ferreira Gullar. Além disso, o álbum conta com os sambas "Na Minha Veia", composto por Zé Catimba e Martinho da Vila, e "Geraldinos e Arquibaldos", de Gonzaguinha, que para a cantora é um compositor especial, pois eles eram amigos e parceiros. "Eu praticamente gravava Gonzaguinha todos os anos; ele fez muita música para mim", recorda Simone. "Deixa Eu Te Amar", canção de Agepê, foi um desejo antigo da cantora, que não encontrou uma forma de encaixar a canção em Baiana da Gema, trazendo a interpretação para esse trabalho. Paulinho da Viola e Elton Medeiros, participam do álbum com "Ame".
A intérprete pediu canções a João Bosco e Djavan, mas ambos estavam em estúdio. Mesmo assim, Simone revela que não teve dificuldades para montar o repertório. Sueli Costa deu à cantora "Sonho", que não entrou no trabalho porque, segundo Simone, "não estava muito no espírito do meu trabalho", e foi gravado por Mauro Senise.

## Lista de faixas
| N.º | Título                     | Compositor(es)                          | Duração |  |
| 1.  | "Love"                     | Paulo Padilha                           | 3:35    |  |
| 2.  | "Certas Noites"            | Dé Palmeira, Adriana Calcanhotto        | 3:37    |  |
| 3.  | "Migalhas"                 | Erasmo Carlos                           | 3:51    |  |
| 4.  | "Na Minha Veia"            | Zé Catimba, Martinho da Vila            | 3:32    |  |
| 5.  | "Bem Pra Você"             | Dé Palmeira, Marina Lima                | 3:25    |  |
| 6.  | "Geraldinos e Arquibaldos" | Gonzaguinha                             | 3:42    |  |
| 7.  | "Hóstia"                   | Erasmo Carlos, Marcos Valle             | 4:03    |  |
| 8.  | "Pagando Pra Ver"          | Abel Silva, Nonato Luiz                 | 4:08    |  |
| 9.  | "Vale a Pena Tentar"       | Simone, Hermínio Belo de Carvalho       | 2:47    |  |
| 10. | "Ame"                      | Paulinho da Viola, Elton Medeiros       | 3:47    |  |
| 11. | "Definição da Moça"        | Adriana Calcanhotto, Ferreira Gullar    | 3:02    |  |
| 12. | "Deixa Eu Te Amar"         | Agepê, Ismael Camillo, José Mauro Silva | 4:42    |  |

## Ficha técnica
Produção
- Rodolfo Stroeter
- Simone
- Pedro Seiler (Produtor executivo)
- Marília Aguiar (Produtor executivo)
- Joana Figueiredo (assistente de produção)
- Bianca Bunier (assistente de produção)
- Gabriel Pinheiro (mixagem)
- Gustavo Krebs (assistente de estúdio)

Direção
- Katia Almeida Braga (geral)
- Olivia Hime (artística)
- Martinho Filho (gerência de produto)
- Rodolfo Stroeter (musical)
- Simone (musical)

Fotografia
- Leo Aversa

Maguiagem e cabelo
- Marcio Granado

## Histórico de lançamento
| País           | Data                | Formato          | Gravadora     |
| -------------- | ------------------- | ---------------- | ------------- |
| Brasil         | 5 de agosto de 2009 | Download digital | Biscoito Fino |
| Brasil         | 9 de agosto de 2009 | CD               | Biscoito Fino |
| Estados Unidos | 9 de agosto de 2009 | CD               | Biscoito Fino |